# فهرست سازندگان توربین بادی
فهرست سازندگان توربین بادی فهرست ۱۰ سازنده توربین بادی است.

## برترین سازندگات
فهرست سازندگان توربین بادی بر پایه سهم بازار سالیانه است:
| کشور                | نام شرکت             | سهم بازار | تحویل در سال ۲۰۱۱ (مگاوات) | مجموع قدرت نصب شده (گیگاوات) |
| ------------------- | -------------------- | --------- | -------------------------- | ---------------------------- |
| دانمارک             | وستاس                | ۱۲٫۷٪     | ۵٬۲۱۷                      | ۵۰                           |
| چین                 | سینوول               | ۹٫۰٪      | ۳٬۷۰۰                      | ۱۳                           |
| چین                 | گلد ویند             | ۸٫۷٪      | ۳٬۵۸۴                      | [ ۳ ]                        |
| اسپانیا             | گامسا                | ۸٫۰٪      | ۳٬۳۰۸                      | ۲۴                           |
| آلمان               | انرکون               | ۷٫۸٪      | ۳٬۲۰۳                      | ۲۴                           |
| ایالات متحده آمریکا | جی‌ای انرژی           | ۷٫۷٪      | ۳٬۱۷۰                      |                              |
| هند                 | سازلون انرژی         | ۷٫۶٪      | ۳٬۱۱۶                      | ۲۰                           |
| چین                 | Guodian United Power | ۷٫۴٪      | ۳٬۰۴۲                      |                              |
| آلمان/دانمارک       | زیمنس انرژی بادی     | ۶٫۳٪      | ۲٬۵۹۱                      | ۶٫۷                          |
| آلمان               | Nordex               | ۲٫۳٪      | ۹۷۰                        | ۷٫۵                          |
| چین                 | مینگ یانگ            | ۳٫۶٪      | ۱٬۵۰۰                      |                              |
| ایران               | ماشین‌سازی اراک       | -         | -                          | -                            |
| ایران               | شرکت مپنا            | -         | -                          | -                            |
| ایران               | شرکت ویندمکس         |           |                            |                              |